# Norwich United FC
Norwich United FC (celým názvem: Norwich United Football Club) je anglický fotbalový klub, který sídlí ve vesnici Blofield v nemetropolitním hrabství Norfolk. Založen byl v roce 1903 pod názvem Poringland & District FC. Od sezóny 2018/19 hraje v Eastern Counties League Premier Division (9. nejvyšší soutěž). Klubové barvy jsou modrá a žlutá.
Své domácí zápasy odehrává na stadionu Plantation Park s kapacitou 3 000 diváků.

## Historické názvy
Zdroj: 
- 1903 – Poringland & District FC (Poringland & District Football Club)
- 1987 – Norwich United FC (Norwich United Football Club)

## Úspěchy v domácích pohárech
Zdroj: 
- FA Cup
  - 2. předkolo: 1992/93, 2014/15
- FA Trophy
  - Preliminary Round: 2016/17, 2017/18
- FA Vase
  - 5. kolo: 2015/16

## Umístění v jednotlivých sezonách
Stručný přehled
Zdroj: 
- 1989–1991: Eastern Counties League (Division One)
- 1991–1994: Eastern Counties League (Premier Division)
- 1994–2002: Eastern Counties League (Division One)
- 2002–2016: Eastern Counties League (Premier Division)
- 2016–2018: Isthmian League (Division One North)
- 2018– : Eastern Counties League (Premier Division)

Jednotlivé ročníky
Zdroj: 
Legenda: Z - zápasy, V - výhry, R - remízy, P - porážky, VG - vstřelené góly, OG - obdržené góly, +/- - rozdíl skóre, B - body, červené podbarvení - sestup, zelené podbarvení - postup, fialové podbarvení - reorganizace, změna skupiny či soutěže
| Sezóny  | Liga                                       | Úroveň | Z  | V  | R  | P  | VG  | OG | +/- | B   | Pozice |
| ------- | ------------------------------------------ | ------ | -- | -- | -- | -- | --- | -- | --- | --- | ------ |
| 2009/10 | Eastern Counties League (Premier Division) | 9      | 38 | 11 | 10 | 17 | 61  | 67 | -6  | 43  | 15.    |
| 2010/11 | Eastern Counties League (Premier Division) | 9      | 42 | 20 | 10 | 12 | 85  | 49 | +36 | 70  | 6.     |
| 2011/12 | Eastern Counties League (Premier Division) | 9      | 40 | 18 | 9  | 13 | 57  | 50 | +7  | 63  | 9.     |
| 2012/13 | Eastern Counties League (Premier Division) | 9      | 38 | 14 | 6  | 18 | 55  | 52 | +3  | 48  | 13.    |
| 2013/14 | Eastern Counties League (Premier Division) | 9      | 38 | 22 | 7  | 9  | 63  | 42 | +21 | 73  | 6.     |
| 2014/15 | Eastern Counties League (Premier Division) | 9      | 38 | 33 | 2  | 3  | 103 | 24 | +79 | 101 | 1.     |
| 2015/16 | Eastern Counties League (Premier Division) | 9      | 38 | 32 | 2  | 4  | 90  | 30 | +60 | 98  | 1.     |
| 2016/17 | Isthmian League (Division One North)       | 8      | 46 | 24 | 6  | 16 | 70  | 60 | +10 | 75  | 8.     |
| 2017/18 | Isthmian League (Division One North)       | 8      | 46 | 8  | 16 | 22 | 63  | 95 | -32 | 40  | 24.    |
| 2018/19 | Eastern Counties League (Premier Division) | 9      | 38 |    |    |    |     |    |     |     |        |

Poznámky
- 2016/17: Klubu byly svazem odebrány tři body za porušení stanov soutěže.